# Polyrhaphis gracilis
Polyrhaphis gracilis är en skalbaggsart som beskrevs av Bates 1862. Polyrhaphis gracilis ingår i släktet Polyrhaphis och familjen långhorningar. Inga underarter finns listade i Catalogue of Life.